# 1890–1899
| 1880–1889 | 1890 | 1891 | 1892 | 1893 | 1894 | 1895 | 1896 | 1897 | 1898 | 1899 | 1900–1909 |

Roky 1890–1899 se souhrnně označují jako 90. léta 19. století.

## Události

### Česko
- 1890 – Stoletá povodeň v Praze
- V Praze Bubenči bylo vybudováno Výstaviště a konala se zde Druhá Jubilejní zemská výstava. (1891)
- Byl vydán zákon, který zaváděl (od 1. ledna 1900) korunu jako platidlo na území Rakouska-Uherska. (1892)
- Tomáš Baťa založil obuvnickou firmu ve Zlíně. (1894)
- v Teplicích byl zahájen provoz elektrické tramvaje, tramvaje začaly jezdit také v Bratislavě. (1895)
- první zápas fotbalového klubu SK Slavia Praha (1896)
- vydána Badeniho jazyková nařízení, čeština se stala vnitřní úřední řečí společně s němčinou. (1897

### Svět
- Japonsko převzalo gregoriánský kalendář (1893)
- Slavnostně otevřen londýnský most Tower Bridge (1894)
- otevřena první linka metra na evropském kontinentě – v Budapešti (2. v Evropě po Londýně).(1896)

### Politika, mezinárodní vztahy
- Etiopie se osvobozuje od italské nadvlády. Císař Menelik II. začíná modernizovat zemi. (1896)

### Věda a technika
- Založena Česká akademie věd a umění.
- Byl objeven chemický prvek europium.
- N. Tesla sestrojil generátory střídavého proudu o vysokém kmitočtu a konal pokusy s bezdrátovým přenosem energie. Napsal, že vysokofrekvenční proudy patrně naleznou uplatnění i ve sdělovací technice. (všechno 1890)
- Zahájen provoz první elektrické tramvaje na území Česka – Křižíkovy Elektrické dráhy na Letné v Praze (1891).
- Thomas Alva Edison patentoval kinematograf (filmovací kamera) a tzv. kinetoskop jako promítací stroj. (1891)
- Peugeot jako první použil u benzinem poháněného automobilu celogumové pneumatiky. (1892)
- Ruský vědec Dmitrij Josifovič Ivanovskij popsal první virus. (1892)
- Rudolf Diesel získal patent na dieselový motor. (1893)
- V Ostravě zahájen provoz parní tramvaje (1893)
- Byl objeven chemický prvek argon. (1894)
- Guglielmo Marconi získal patent na bezdrátový telegraf (1896)

### Sport
- Založen anglický fotbalový klub FC Liverpool. (1892)
- Založen nejúspěšnější fotbalový klub v Česku AC Sparta Praha (1893)
- Založen Mezinárodní olympijský výbor (1894)
- Vznik klubu Bohemians Praha,tehdy pod prvním názvem S.K.Kotva Vršovice (1895)
- První představení hry volejbal. (1895)
- První novodobé olympijské hry v Athénách (1896)

## Narození a úmrtí
Během tohoto desetiletí se narodili politici Nikita Sergejevič Chruščov, Josip Broz Tito, Francisco Franco, Mao Ce-tung, Charles de Gaulle, Dwight D. Eisenhower, Jiří VI., Eduard VIII., Klement Gottwald a Ludvík Svoboda, spisovatelé Ernest Hemingway, John Ronald Reuel Tolkien, Erich Maria Remarque, Agatha Christie, Francis Scott Fitzgerald, Howard Phillips Lovecraft, Karel Čapek, Karel Poláček a Vladislav Vančura, umělci Bohuslav Martinů, Vlasta Burian, Oldřich Nový, Zdeněk Štěpánek a Saša Rašilov starší i osobnosti Jaroslav Heyrovský a Heliodor Píka.
Zemřeli politici Otto von Bismarck a Alexandr III. Alexandrovič, spisovatelé Arthur Rimbaud, Guy de Maupassant, Paul Verlaine, Robert Louis Stevenson, Lewis Carroll, Jan Neruda a Karolina Světlá, umělci Vincent van Gogh, Petr Iljič Čajkovskij, Johann Strauss mladší a Johannes Brahms či další osobnosti jako Alfred Nobel, Louis Pasteur, Heinrich Schliemann, Friedrich Engels, Alžběta Bavorská a Vojta Náprstek.